# 斯科普里足球會
斯科普里足球會是一支位於北馬其頓共和國首都斯科普里查伊尔市镇的職業足球會，目前於馬其頓甲組足球聯賽角逐。

## 外部連結
- Official Website （页面存档备份，存于） （阿爾巴尼亞文）
- Club info at Macedonian Football （页面存档备份，存于） （英文）
- Football Federation of Macedonia （页面存档备份，存于） （馬其頓文）